# 德倫特博物館
德倫特博物館（荷蘭語：Drents Museum）是位於荷蘭德倫特省阿森的博物館，由當時的德倫特省國王專員在1854年11月28日建立，博物館擁有來自德倫特省的大量史前文物以及藝術品。
2013年，有227,000名訪客造訪德倫特博物館。